# Atlantis (album)
Atlantis je šestnajsti studijski album ameriškega jazzovskega saksofonista Waynea Shorterja, ki je izšel leta 1985 pri založbi Columbia Records.

## Ozadje
Plošča je opazna v Shorterjevem opusu tako zaradi relativnega pomanjkanja improvizacije in zaradi visokega nivoja lastnih kompozicij in skupinskih priredb. Pri številnih skladbah so opazni brazilski in funk ritmi, kot tudi zmes električne in akustične instrumentacije. Kompozicijo »Shere Khan, the Tiger« je prej že posnela zasedba s Shorterjem in Carlosom Santano, izšla pa je na Santaninem albumu The Swing of Delight, ki je izšel leta 1980. Več kompozicij s tega albuma je postalo del Shorterjevega koncertnega repertoarja. Naslovnica albuma je pastelni portret Shorterja, ki ga je ustvaril igralec Billy Dee Williams. Kompozicijsko, je kompozicija »Atlantis« pomembna zaradi vključitve nenavadnih intervalnih melodij, občutka gospodarnosti in prostora, ustvarjenega z uporabo paralelnih dominantnih nonakordov, kombiniranih s kontrapuktičnimi basovskimi linijami. Ta pristop je ponazorjen pri kompoziciji »On the Eve of Departure«, ki spominja na skladbo »When worlds Collide«.

## Sprejem
Scott Yanow je v recenziji za spletni portal AllMusic zapisal: »Glasba je precej težka za opis, saj vsebuje nekaj nepredvidljivih funk ritmov, občutek elektronike in spodobne sole Shorterja na sopranskem in tenorskem saksofonu. Čeprav so nekatere skladbe privlačne, ni nobena izmed melodij tako nepozabna in kar nekaj skladb nima definitivnih začetkov ali koncev. Na splošno je album vreden poslušanja, a daleč od tega, da bi bil ključen.

## Seznam skladb
Avtor vseh skladb je Wayne Shorter, razen kjer je posebej označeno.
| Št. | Naslov                                           | Dolžina |
| --- | ------------------------------------------------ | ------- |
| 1.  | „Endangered Species‟ (Shorter, Joseph Vitarelli) | 4:47    |
| 2.  | „The Three Marias‟                               | 5:48    |
| 3.  | „The Last Silk Hat‟                              | 5:25    |
| 4.  | „When You Dream‟ (E. Lee, Shorter)               | 4:28    |
| 5.  | „Who Goes There!‟                                | 5:29    |
| 6.  | „Atlantis‟                                       | 4:34    |
| 7.  | „Shere Khan, the Tiger‟                          | 2:15    |
| 8.  | „Criancas‟                                       | 3:40    |
| 9.  | „On the Eve of Departure‟                        | 5:55    |

## Zasedba
- Wayne Shorter – sopranski saksofon, tenorski saksofon
- Jim Walker – flavta, alt flavta, pikolo
- Yaron Gershovsky – klavir
- Michiko Hill – klavir
- Joseph Vitarelli – sintetizator, klavir
- Michael Hoenig – programiranje, sintetizator
- Larry Klein – bas kitara
- Ralph Humphrey – bobni
- Alex Acuña – bobni, tolkala
- Lenny Castro – tolkala
- Diana Acuña, Dee Dee Bellson, Nani Brunel, Trove Davenport, Sanaa Larhan, Edgy Lee, Kathy Lucien – vokali